# Cho Haeil
 Cho Haeil (* 18. April 1941 in der Republik China; † 19. Juni 2020) war ein südkoreanischer Schriftsteller.

## Leben
Cho Haeil wurde 1941 als Cho Hae-ryong in China geboren. 1945 kehrte seine Familie nach Seoul zurück. Er studierte an der Kyung Hee University Koreanische Sprache und Literatur, wo er später auch als Professor für koreanische Literatur tätig war (Stand 2014).
Er debütierte im Jahr 1970 mit der Kurzgeschichte Täglich Sterbender (매일 죽는 사람), die bei einem Literaturwettbewerb der JoongAng Ilbo ausgewählt wurde.
Die Charaktere in Cho Haeils Erzählungen kommen aus allen Bereichen des Lebens und der Autor suchte durch die Darstellung gewöhnlicher Aspekte des Lebens gesellschaftliche Ungerechtigkeit und Irrationalität zu parodieren. So verwandte er unter anderem in Im Kkŏkchŏng (임꺽정) Elemente des historischen Romans, um die gegenwärtige Gesellschaft darzustellen. Cho Haeils beliebte Werke Winterfrau (겨울여자) und Uyoil (우요일 雨曜日), die zunächst als Fortsetzungsromane in Zeitungen veröffentlicht wurden, beschäftigen sich mit der menschlichen Psyche.
Die Erzählung Amerika, welche auch ins Englische übersetzt wurde, handelt von den Erlebnissen eines Mannes, der gerade seinen Wehrdienst beendet hat und im Bordell seines Onkels, im Rotlichtbezirk nahe einer US-Militärbasis, als Türsteher aushilft. Er wird mit dem dortigen Chaos von Rassismus, Mord etc. konfrontiert und sein eigenes Leben gerät ebenfalls in einen chaotischen Zustand.

## Arbeiten

### Koreanisch
- 뿔 Horn (1972)
- 아메리카 Amerika (1974)
- 왕십리 Wangsimni (1975)
- 겨울여자 Winterfrau (1976)
- 지붕위의 남자 Der Mann auf dem Dach (1977)
- 엑스 X (1982)
- 갈수없는 나라 Unerreichbares Land (1983)
- 임꺽정에 관한 일곱개의 이야기 Sieben Geschichten über Im Kkǒkchǒng (1986)

### Übersetzungen ins Englische
- America (아메리카), Tongsŏ munhaksa (1990)